# Fatima Jinnah
Fatima Jinnah (en urdu: فاطمہ جناح‎; Karachi, 31 de julio de 1893 – ib., 9 de julio de 1967), ampliamente conocida como Māder-e Millat ("Madre de la Nación"), fue una política pakistaní, cirujana dental y una de las principales fundadoras de Pakistán; fue líder de la oposición del país de 1960 a 1967. Era la hermana menor de Muhammad Ali Jinnah, el primer gobernador general de Pakistán.

## Biografía

### Primeros años
Fátima nació en la familia Jinnah el 31 de julio de 1893, la menor de siete hijos de Jinnahbhai Poonja y su esposa Mithibai, en Kathiawar, Gujarat, durante la presidencia de Bombay en la India británica. Fátima tenía seis hermanos: Muhammad Ali, Ahmad Ali, Bunde Ali, Rahmat Ali, Maryam y Shireen Jinnah. De sus hermanos, era la más cercana a Muhammad Ali Jinnah, quien se convirtió en su tutor tras la muerte de su padre en 1901. Se unió al convento de Bandra en Bombay en 1902. En 1919, fue admitida en la altamente competitiva Universidad de Calcuta. donde asistió a la Facultad de Odontología Dr. R. Ahmed. Obtuvo un título en odontología de la Universidad de Calcuta en 1923, se convirtió en la primera mujer dentista de la India indivisa. Después de graduarse, abrió una clínica dental en Bombay en 1923.
Jinnah vivió con su hermano hasta 1918, cuando se casó con Rattanbai Petit. Tras la muerte de Rattanbai en febrero de 1929, cerró su clínica, se mudó al bungalow de su hermano Muhammad Ali Jinnah para cuidar a su sobrina Dina Jinnah y se hizo cargo de su casa. Esto comenzó el compañerismo de por vida que duró hasta la muerte de su hermano el 11 de septiembre de 1948.

### Activismo político
Jinnah se convirtió en una colaboradora cercana y asesora de su hermano mayor, Muhammad Ali Jinnah, quien más tarde se convirtió en el primer gobernador general de Pakistán. Una fuerte crítica del Raj británico, emergió como una firme defensora de la teoría de las dos naciones y un miembro destacado de la Liga Musulmana de Toda la India.
Después de la independencia de Pakistán, Jinnah cofundó la Asociación de Mujeres de Pakistán, que desempeñó un papel integral en el asentamiento de las mujeres migrantes en el país recién formado. Ella siguió siendo la confidente más cercana de su hermano hasta su muerte. Después de su muerte, a Fátima se le prohibió dirigirse a la nación hasta 1951; su discurso de radio de 1951 a la nación fue fuertemente censurado por la administración de Liaquat Ali Kan. Escribió el libro Mi hermano, en 1955 pero recién se publicó 32 años después, en 1987, debido a la censura del establishment, que había acusado a Fátima de "material antinacionalista". Incluso cuando se publicó varias páginas del manuscrito del libro quedaron fuera.

### Candidata presidencial (1965)
Jinnah salió de su retiro político autoimpuesto en 1965 para participar en las elecciones presidenciales contra el dictador militar Ayub Khan. Estaba respaldada por un consorcio de partidos políticos y, a pesar de la manipulación política de los militares, ganó dos de las ciudades más grandes de Pakistán, Karachi y Daca. La revista estadounidense Time, mientras informaba sobre la campaña electoral de 1965, escribió que Jinnah enfrentó ataques a su modestia y patriotismo por parte de Ayub Khan y sus aliados.

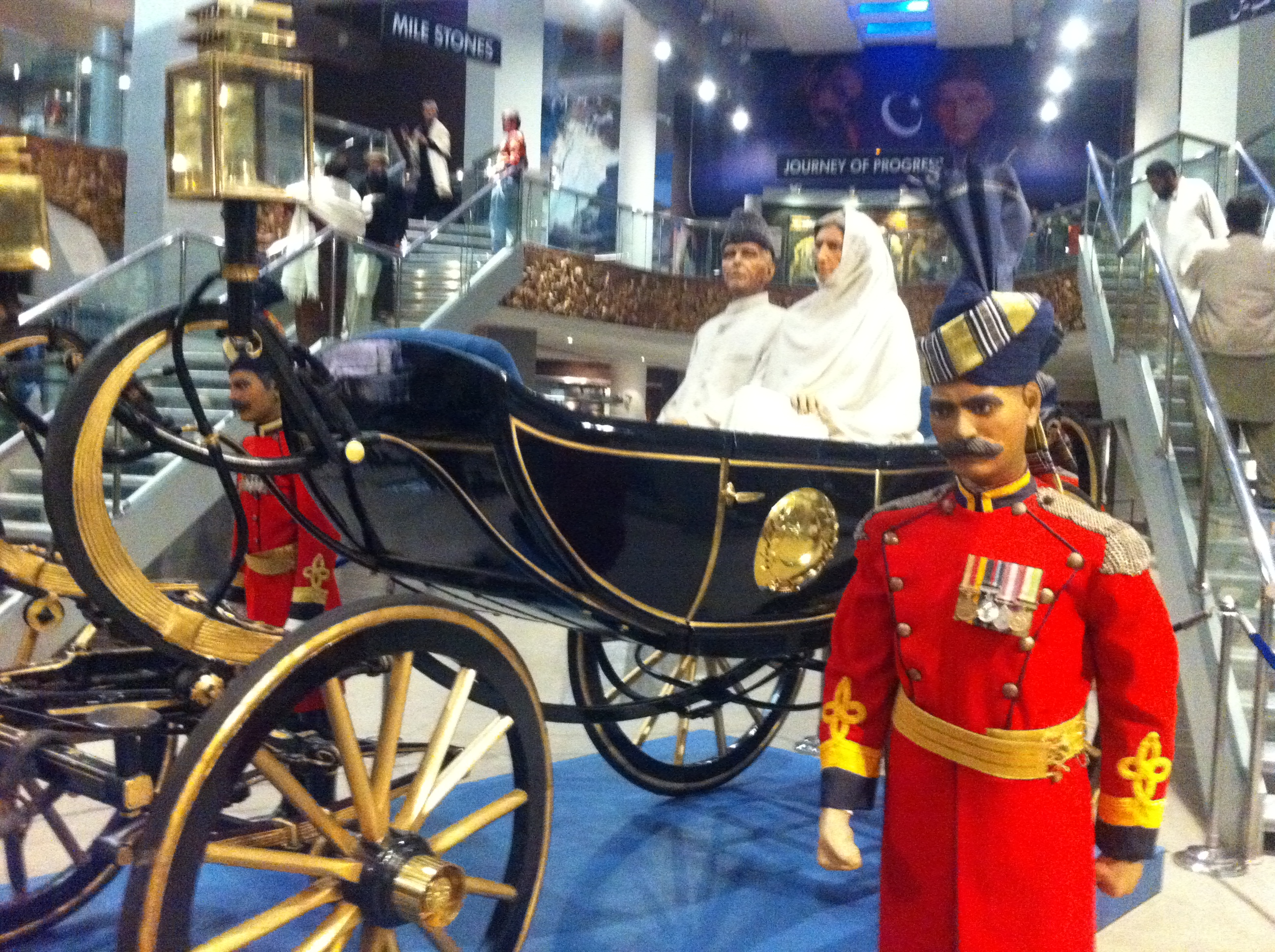
Estatuas de Fatima Jinnah y su hermano Muhammad Ali Jinnah en el Monumento de Pakistán en Islamabad.

### Muerte
Jinnah murió en Karachi el 9 de julio de 1967. Su muerte está sujeta a controversia, ya que algunos informes alegan que murió por causas no naturales. Los miembros de su familia habían exigido una investigación, sin embargo, el gobierno bloqueó su solicitud. Ella sigue siendo una de las líderes más honradas en Pakistán, con casi medio millón de personas asistiendo a su funeral en Karachi.
Su legado está asociado con su apoyo a los derechos civiles, su lucha en el Movimiento por Pakistán y su devoción por su hermano. Es conocida en el país como Māder-e Millat ("Madre de la nación") y Khātūn-e Pākistān ("Señora de Pakistán"), muchas instituciones y espacios públicos en Pakistán han sido nombrados en su honor.

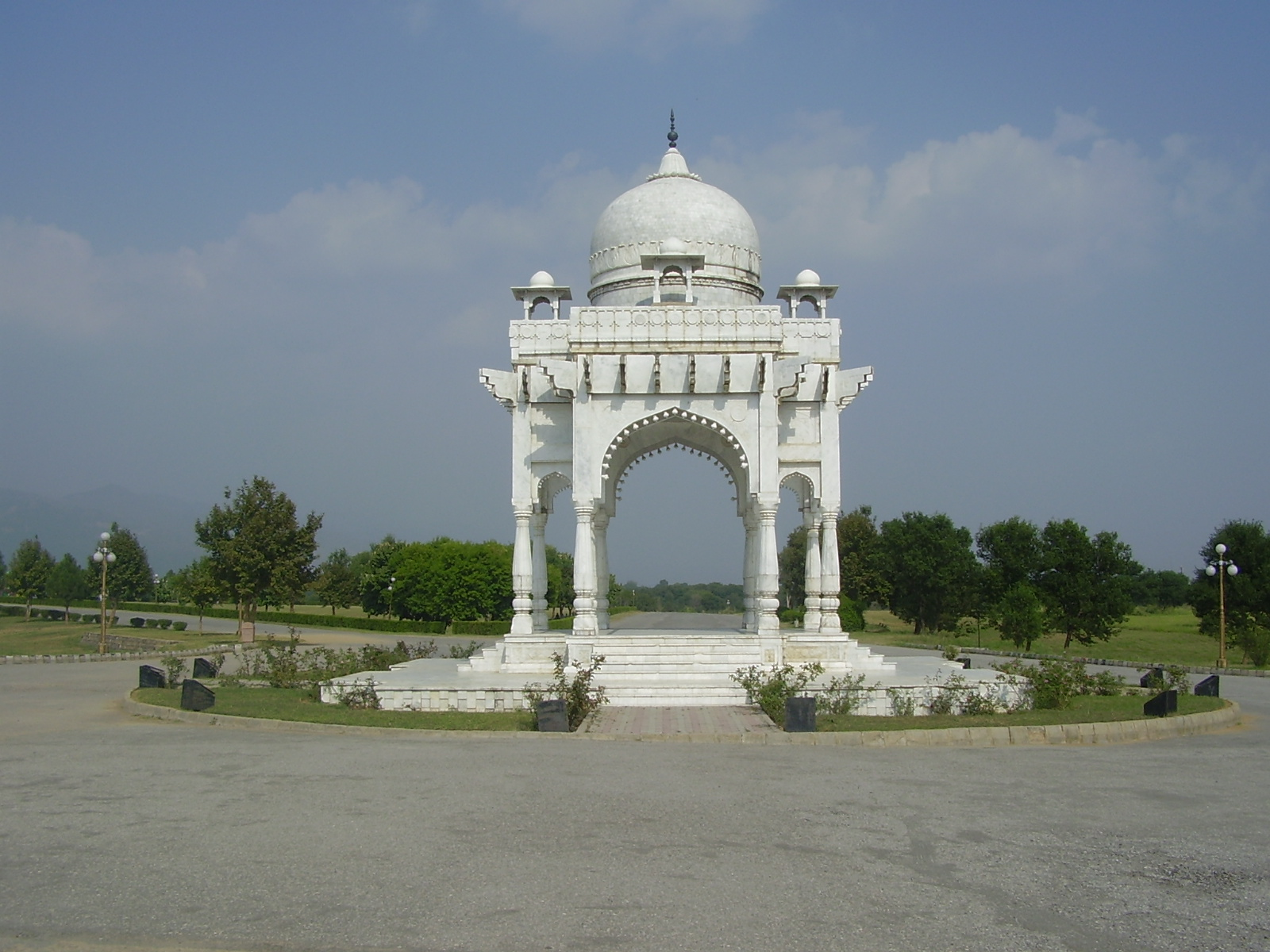
Un monumento en el Parque Fatima Jinnah que contiene una placa conmemorativa. En este parque, el gobierno construyó una estatua de estaño brillante de Jinnah.